# Metacinema
Il metacinema è il cinema che mostra e parla di sé stesso: sono i film che descrivono i meccanismi di funzionamento del linguaggio utilizzato. È quel cinema che, consapevole di sé, delle proprie strutture e dei propri stili, dei propri meccanismi produttivi ed economici e della propria storia, decide di scoprire l'inganno, di rivelare il trucco.
Molti dei più grandi cineasti hanno ragionato sul proprio lavoro, sulle bellezze e gli oblii dell'essere un regista, a volte con dichiarazioni e interviste, altre volte con saggi esplicativi, altre ancora proprio attraverso testi filmici (Godard con Passion e con Scénario du film 'Passion', Fellini con 8 e mezzo e con Intervista, Truffaut con Effetto notte ).

## Storia e caratteristiche
Il metacinema nasce nel momento in cui l'istintiva riflessione metalinguistica del parlante si fa strada nelle modalità di linguaggio di alcuni cineasti. Diversamente dalla trasparenza tipica del cinema classico hollywoodiano, ma anche della maggioranza dei film contemporanei, il metacinema mette in scena se stesso rivelando tutto ciò che gli altri film nascondono accuratamente.
Il metacinema non è un genere, e possiamo rintracciare vari gradi di "metacinematograficità" in film di tutte le epoche. Il metacinema è il cinema che cita (Tarantino ne è un esempio lampante) e si autocita, si cannibalizza e si rielabora.
In alcuni casi può essere mostrato l'"apparato", che può essere una cinepresa che appare per caso o l'intera giornata di un cineoperatore (come fa Vertov con L'uomo con la macchina da presa), oppure si può mostrare il "retroscena" di un film, cioè l'organizzazione della troupe, il ciak di una scena, la vita reale degli attori, oppure il film può essere interamente incentrato su un regista alle prese con i propri dubbi e con le proprie aspirazioni (Moretti con Sogni d'oro, ma non solo, possiamo individuare un particolare discorso metacinematografico in tutta l'opera del regista), o ancora si possono spingere i limiti mostrando l'intero processo di lavorazione di un film (così come Marco Ferreri con Nitrato d'argento).
In Analisi del film Francesco Casetti e Federico di Chio, a proposito dei regimi della comunicazione, notano come si possano distinguere due fondamentali disposizioni: la "comunicazione referenziale", e la "comunicazione metalinguistica". La prima è rivolta prevalentemente alla trasmissione di un contenuto, alla presentazione di un oggetto, alla denotazione della realtà: «Quello che qui conta insomma è il “mostrare il mondo”, e corrispondentemente il “vedere il mondo”, senza che questo “mostrare” e questo “vedere” si palesino come momenti di mediazione.»
La seconda disposizione, il secondo regime, quello della comunicazione metalinguistica, è incentrato sull'atto stesso del comunicare:  «Quello che si intende mostrare o vedere non è tanto il modo (pur presente inevitabilmente in quanto contenuto dell'immagine), ma piuttosto il fatto stesso del mostrare e del vedere.»
Ciò che si palesa qui non è la descrizione neutra della realtà o di una situazione, bensì un punto di vista “emotivo” che si “mostra mostrare” e si “guarda guardare”.
Sebbene ogni forma metacinematografica si caratterizza per alcune proprie tipiche componenti, possiamo rintracciare alcuni precisi elementi stilistici nell'utilizzo di oggettive irreali, soggettive, sguardi in macchina, fermi immagini, ralenti o in particolari virtuosismi degli attori, della macchina da presa o del montaggio.

## Metacinema Horror
(Randy da Scream di Wes Craven del 1996)
Uno dei generi con più film che rientrano in questa categoria è l'horror, principalmente grazie a Wes Craven che nel 1996 con Scream ha dato il via ad un filone di metafilm horror (principalmente slasher).
Il film cult di Craven, però, potrebbe essere parzialmente ispirato ad un'altra parodia del genere slasher di fine anni '80 che presenta vari elementi in comune sia con New Nightmare che con Scream, La scuola degli orrori del 1987. Il film serve a parodiare gli slasher a basso costo per il mercato home video di quell'epoca arrivando a prendere in giro membri delle loro crew (specialmente la figura del produttore) ed i vari cliché. Curiosamente il killer del film non è troppo dissimile da Ghostface. Entrambi indossano infatti una tunica nera con cappuccio ed una maschera bianca con un volto mostruoso (o spettrale nel caso del killer di Craven) sopra. Inoltre, in entrambi i casi, si tratta di un personaggio precedentemente introdotto nel film. 
Un film con un incipit simile a La scuola degli orrori è uscito nel 2016, Found Footage 3D, una commedia horror che parla di un gruppo di 6 cineasti intenti a creare il primo found footage in 3D della storia, ma che si ritrovano loro stessi ad essere i protagonisti di esso. Il film parodia le varie pellicole del filone trattato uscite e cita vari film, tra cui Sharknado, ed addirittura il metacinema. 
Il regista, però, iniziò con il metacinema già con Nightmare - Nuovo incubo del 1994 che mostrava addirittura i dietro le quinte di un set di Nightmare e che aveva come protagonisti attori, membri della troupe e lo stesso Craven nel mondo "reale".
Wes continuò con il metacinema con i 3 sequel di Scream ed anche la serie televisiva ha mantenuto intatta la componente metacinematografica della saga originale specialmente con il personaggio di Noah che cita continuamente vari film slasher da tutte le epoche e che parla degli eventi che accadono come se fossero sequenze di un film sapendo di conseguenza come comportarsi rimproverandosi da solo quando sta per fare qualcosa di stupido in pieno stile protagonista di un horror.
Negli ultimi anni sembra che il genere stia tornando in auge con film come Dead Snow (pieno di riferimenti a famosi film di zombie, horror ed in particolare a La casa di Sam Raimi ed al suo primo sequel), The Final Girls del 2015 (che invece smonta la saga di Venerdì 13 e gli slasher anni '80 in generale) o Behind the Mask del 2006.
Quest'ultimo, in particolare, cita gli eventi dei film horror cult come realmente avvenuti citando numerose volte Freddy Krueger, Jason Voorhees e Michael Myers e mostra i "retroscena" della vita di un aspirante serial killer da slasher.
Il capolavoro moderno del genere, in generale, è però considerato Quella casa nel bosco che cita un numero assurdo di film horror e prova a dare una spiegazione per i vari eventi di ognuno. Il numero di citazioni del film supera il centinaio ed alcuni, ancora adesso, risultano piuttosto oscuri.
Nel film Halloween - 20 anni dopo uno dei personaggi visiona Scream 2 citando così il film di Wes Craven che però, in quella scena, cita il primo Halloween rompendo in questo modo la quarta parete riconoscendo nel film stesso la sua finzione.
Un altro esempio curioso è quello della trilogia iniziata con The Human Centipede (First Sequence) a cura di Tom Six: il primo film ispira il folle Martin nel secondo lungometraggio (e tra le sue vittime figura un'attrice del primo film, Ashlynn Yennie) ed il secondo film ispira Bill (interpretato dallo stesso attore di Heiter del primo film, Dieter Laser). Inoltre nel capitolo finale appare lo stesso regista nel ruolo di se stesso e l'attore di Martin, Laurence R. Harvey, in un altro ruolo (quello di Dwight).
Un esempio simile al precedente è ESP² - Fenomeni paranormali: gli eventi di questo film sono la conseguenza del primo capitolo, infatti un gruppo di ragazzi, per scoprire se i fatti di ESP - Fenomeni paranormali siano effettivamente avvenuti, iniziano ad indagare finendo nello stesso manicomio del film.
Un altro esempio di meta-sequel è The town that dreaded sundown (2014) infatti gli avvenimenti accaduti nel primo capitolo La città che aveva paura (1974), nel mondo del sequel non erano altro che una fiction. Nel sequel si vede anche il regista del primo film.
Nel 2017 viene presentato la pellicola slasher Tragedy Girls del regista Tyler MacIntyre. Il film presenta una reinterpretazione del genere nel nuovo decennio (come aveva fatto Craven nel 2011, ma con dinamiche e sotto aspetti diversi). Nel film, oltre alle varie citazioni ai vari slasher classici ed ai gialli di Dario Argento vengono citati anche Breaking Bad e Final Destination. Il film narra infatti di due amiche ossessionate dagli slasher e dai serial killer che decidono di diventare famose con i loro omicidi.
Alcuni esempi in ordine cronologico di questa categoria sono:
- L'occhio che uccide (1960) di Michael Powell
- Ammazzavampiri (1985) di Brad Fiedel
- La scuola degli orrori (1987) di Bill Froehlich
- Un gatto nel cervello (1990) di Lucio Fulci
- Nightmare - Nuovo incubo (1994) di Wes Craven
- Scream (1996) di Wes Craven
- Scream 2 (1997) di Wes Craven
- Halloween - 20 anni dopo (1998) di Steve Miner
- Scream 3 (2000) di Wes Craven
- Shaun of the Dead (2004) di Edgar Wright
- Il figlio di Chucky (2004) di Don Mancini
- Behind the Mask - Vita di un serial killer (2006) di Scott Glosserman
- My Name Is Bruce (2007) di Bruce Campbell
- Dead Snow (2009) di Tommy Wirkola
- Le colline sanguinano (2009) di Dave Parker
- Tucker & Dale vs Evil (2010) di Eli Craig
- Scream 4 (2011) di Wes Craven
- Fright Night - Il vampiro della porta accanto (2011) di Craig Gillespie
- Quella casa nel bosco (2011) di Drew Goddard
- The Human Centipede 2 (Full Sequence) (2011) di Tom Six
- ESP² - Fenomeni paranormali (2012) di John Poliquin
- The Town That Dreaded Sundown (2014) di Alfonso Gomez-Rejon
- The Final Girls (2015) di Todd Strauss-Schulson
- The Human Centipede 3 (Final Sequence) (2015) di Tom Six
- Found Footage 3D (2016) di Steven DeGennaro
- Tragedy Girls (2017) di Tyler MacIntyre
- Scream (2022) di Matt Bettinelli-Olpin, Tyler Gillet
- Scream VI (2023) di Matt Bettinelli-Olpin, Tyler Gillet